# 榆井希實
榆井希實（日语：／ Nirē Nozomi，2001年5月21日—）是日本女性聲優，暱稱為のんすけ，隸屬於Holy Peak。
她的聲優之路起源於對《Love Live!》系列的熱愛，並在《Love Live! 蓮之空女學院學園偶像俱樂部》中飾演日野下花帆一角，正是在這部作品中首次以聲優身份出道。

## 經歷
榆井希實出生於東京都，有一位雙胞胎的妹妹。由於她的父親熱愛動畫，並且在中學時代受到朋友的推薦，因而開始喜歡動畫。特別是在觀看《Love Live!》時，受到巨大的震撼，甚至因此而cosplay扮演μ's中的角色東條希。當時她並未考慮成為聲優，但隨著持續觀看《Love Live!》，她有了想親身參與演出的想法。
為了參與《Love Live!》系列，她曾參加《Love Live! Superstar!!》的試鏡，但未獲選。後來，在參加《Love Live! 蓮之空女學院學園偶像俱樂部》的試鏡時，她展現自己的擅長的舞蹈——嘻哈舞，成功吸引注意並通過了試鏡。蓮之空是她的出道作品，作為Holy Peak旗下的聲優，她成為了繼齊藤朱夏（Aqours的渡邊曜飾演者）和岬奈子（Liella!的嵐千砂都飾演者）之後，第三位登上《Love Live!》系列主要角色的聲優。2023年2月10日，宣布她將擔任日野下花帆的角色聲優，然而直到這一天，她都沒有告訴妹妹這件事，因此妹妹在觀看公開亮相的直播時感到十分驚訝。

## 人物
她的興趣包括唱歌、閱讀和手工藝。有空的時候，她喜歡逛書店，購買書籍，或者在圖書館尋找感興趣的書。此外，由於她的母親擅長手工藝，有時她也會和母親一起製作一些小物品，如海綿或耳環等。
在小學時期，她不擅長游泳，但是一直無法通過學校游泳檢定的升級讓她感到相當懊悔，因此開始參加游泳學校的課程。在成功學會個人混合泳之後，她轉而對英語會話感興趣，並退出了游泳學校。儘管如此，她目前仍將游泳列為自己的專長。

## 出演作品
粗體字為主要角色。

### 遊戲
- Link! Like! Love Live!（2023年，日野下花帆[5] ）

## 音樂作品
以蓮之空女學院學園偶像俱樂部為名義的活動請參照「蓮之空女學院學園偶像俱樂部」

### 角色歌曲
| 發行日期      | 商品名稱        | 演唱名義 | 歌曲                | 備註                                                  |
| ------------- | --------------- | --- | ------------------- | ----------------------------------------------------- |
| 2023年12月6日 | 異次元★♥BIGBANG | 島村卯月（大橋彩香）、最上靜香（田所梓）、月岡戀鐘（礒部花凜）、高海千歌（伊波杏樹）、上原步夢（大西亞玖璃）、澀谷香音（伊達小百合）、日野下花帆（榆井希實） | 「異次元★♥BIGBANG」 | 《異次元音樂祭 偶像大師★♥ Love Live! 歌合戰》的主題曲 |

## 外部連結
- 楡井 希実 - Holy Peak （页面存档备份，存于） （日語）
- 榆井希實的X（前Twitter）（日語）